# Haschem Safi al-Din

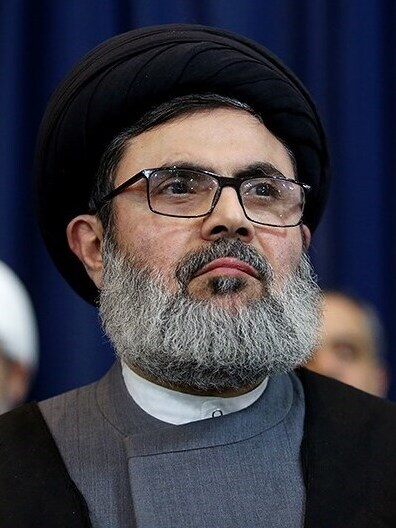
Haschem Safi al-Din (2020)

Haschem Safi al-Din (arabisch هاشم صفي الدين, englische Schreibweise: Hashem Safieddine; * 1964 in Deir Qanoun En Nahr, Libanon; † 3. Oktober 2024 in Dahieh) war ein libanesischer Politiker der Hisbollah und ein religiöses Oberhaupt der libanesischen Schiiten.

## Leben
Hashem Safi Al-Din war seit 1995 Mitglied des Schura-Rates der Hisbollah, dessen Exekutivrat er leitete, und war für die sozialen Aktivitäten, die Personalressourcen und die Ausbildung der Organisation verantwortlich. Dieser Rat hat territoriale Verantwortung und ist daher auch mit den operativen und terroristischen Aktivitäten der Organisation verbunden.
Hashem Safi Al-Din war ein Cousin von Hassan Nasrallah (von Israel getötet am 27. September 2024). Sein Sohn Sayyed Reza Hashim Safi Al Din ist mit Seinab Soleimani, Tochter von Qasem Soleimani (von den USA getötet am 3. Januar 2020), verheiratet. Von den USA und von Saudi-Arabien wurde Safi al-Din als Terrorist eingeordnet. Er galt als möglicher Nachfolger von Nasrallah, um die Hisbollah im Libanon zu führen.
Er wurde bei einem israelischen Luftangriff getötet. Bei dem Einsatz wurden angeblich 73 Tonnen Bomben eingesetzt. Er galt zunächst als vermisst. Israel bestätigte die Tötung al-Dins am 22. Oktober 2024.